# Яркуль (Купинський район)
Яркуль (рос. Яркуль) — село у Купинському районі Новосибірської області Російської Федерації.
Входить до складу муніципального утворення Яркульська сільрада. Населення становить 882 особи (2010).

## Історія
Згідно із законом від 2 червня 2004 року органом місцевого самоврядування є Яркульська сільрада.

## Населення
| 2002 | 2007 | 2010 | 2012 |
| ---- | ---- | ---- | ---- |
| 976  | ↘758 | ↗829 | ↗882 |